# دیده‌بان جهان
دیده‌بان جهان (به انگلیسی: World Watch یا WorldWatch)، یک بلوک برنامه‌سازی از SBS , SBS Viceland و SBS WorldWatch در استرالیا است که بولتن‌های خبری از کشورهای سراسر جهان را دربر می‌گیرد. سرویس دیده‌بان جهان به بینندگان این فرصت را می‌دهد که بولتن‌های خبری را به زبان مادری خود ببینند. اکثر این بولتن‌ها توسط صدا و سیمای عمومی یا دولتی تولید می‌شوند.
برنامه دیده‌بان جهان WorldWatch در ۲۳ اوت ۱۹۹۳ با بولتن‌های خبری از جمهوری خلق چین، ایالات متحده، آلمان و روسیه آغاز شد.